# Hipposideros vittatus
Hipposideros vittatus — є одним з видів кажанів родини Hipposideridae.

## Поширення
Країни поширення: Ангола, Ботсвана, Центральноафриканська Республіка, Демократична Республіка Конго, Ефіопія, Гвінея, Кенія, Малаві, Мозамбік, Намібія, Нігерія, Сомалі, ПАР, Танзанія, Замбія, Зімбабве. Він був записаний від рівня моря до 1700 м над рівнем моря. Цей вид був записаний з різних типів місць проживання. У східній та південній частинах Африки він, здається, значною мірою пов'язаний з саванами, в той час як у Західній Африці, цілком можливо, що вид має додатково бути записаний з низинних вологих тропічних лісів, вторинних лісів і річкових лісів. Вид може локально бути в дуже великих кількостях (у тис. особин), де є печери, проте, тварини були зареєстровані (мабуть, в значно менших кількостях) сплячими в кронах дерев, дуплах дерев і густій рослинності, під дахом будівель.   

## Загрози та охорона
У зв'язку з широким розповсюдженням виду, не може бути якихось серйозних загроз для виду в цілому. Тим не менше, ряд найважливіших колоній знаходяться під загрозою видобутку вапняку з печер і порушення їх туристами. Цілком можливо, що цей вид присутній в багатьох природоохоронних територіях.